# Karl von Vogelsang
Pour les articles homonymes, voir Vogelsang.
Le baron Karl von Vogelsang, né le 3 septembre 1818 à Liegnitz (Silésie prussienne) et mort le 8 novembre 1890 à Vienne (Autriche), est un journaliste et polémiste autrichien d'origine allemande.

## Biographie
Karl est issu de la famille noble von Vogelsang (de) et est le fils de Karl von Vogelsang et d'Ida, née von der Lühe (de). Il étudie le droit et les sciences politiques à Bonn (où il est membre du Corps Borussia), Rostock et Berlin puis commence une carrière dans le secteur public prussien. Après révolution allemande de 1848, il s'installe dans le Mecklembourg pour exploiter un manoir près de Marlow.
À Berlin, il rencontre Wilhelm Emmanuel von Ketteler, prévôt de la cathédrale Sainte-Edwige et futur évêque de Mayence, ce qui le conduira en 1850 à se convertir du protestantisme au catholicisme. En 1852, il épouse Bertha Sophie von der Linde dont il a onze enfants. Il travaille comme journaliste indépendant et s'est occupé notamment des questions religieuses et sociales. Il correspondait avec le poète et historien Guido Görres puis accompagnait le jeune prince Jean II de Liechtenstein dans ses voyages. En 1860, il a obtenu le titre de baron (Freiherr).
En 1864, il s'expatrie en Autriche où il prend en 1875 la direction du journal conservateur Das Vaterland.
Au sein de l'Union de Fribourg, qui réunit autour de Mgr Mermillod les précurseurs du  catholicisme social, il participe aux travaux sur la « question sociale » qui seront repris et confirmés par le pape Léon XIII dans l'encyclique Rerum novarum.